# E11 (UAE)

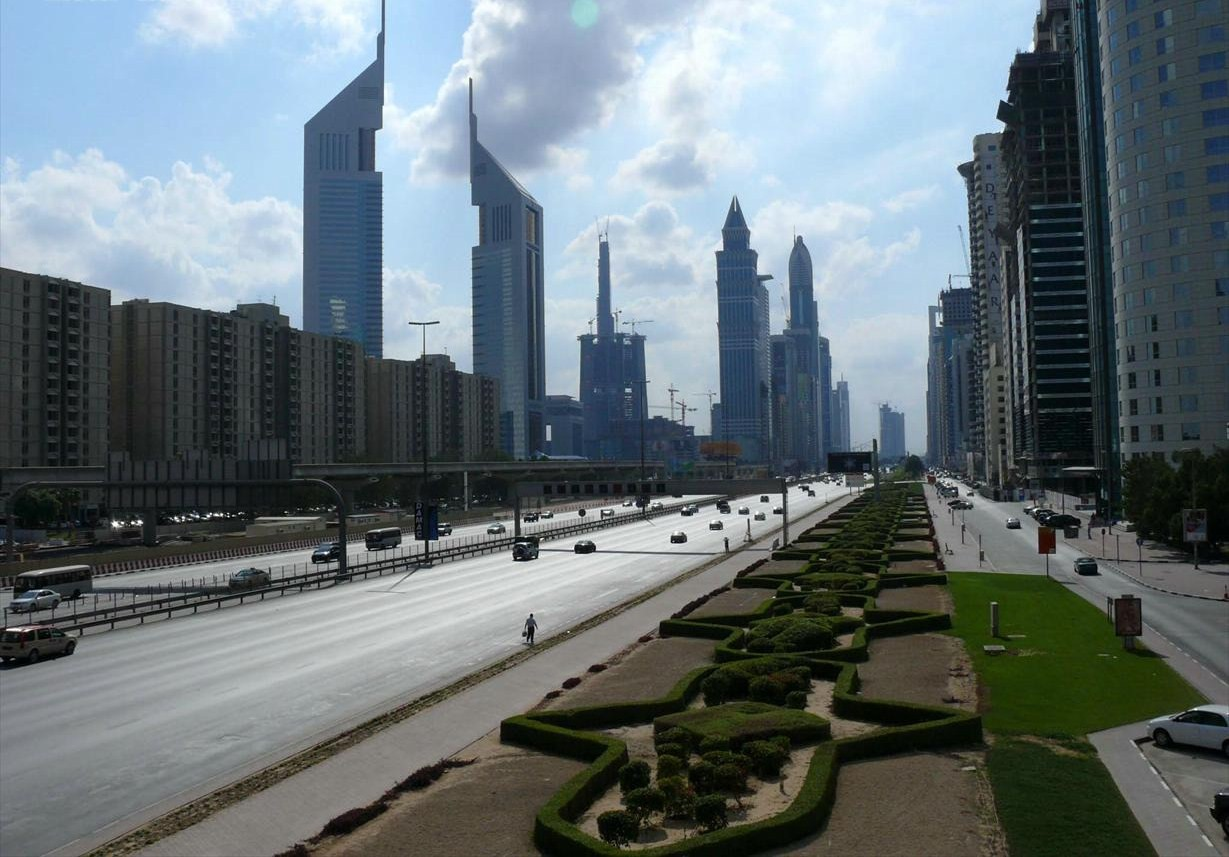
Skyskrapor utefter Sheikh Zayed-vägen i Dubai (2007)

E11 är en motorväg i Förenade arabemiraten som går längs med kusten från Abu Dhabi i sydväst, via Dubai, Sharja, Ajman och Umm al-Qaywayn, till Ras al-Khayma i nordost. Den är med sina drygt 550 kilometer Förenande arabemiratets längsta väg och är även känd som Sheikh Zayed-vägen, vilket är dess benämningen i Dubai, uppkallad efter emiratets grundare Schejk Zayed bin Sultan Al Nahyan. 
E11:an är normalt 6-filig men expanderar upp till 12 och 14 filer genom större delen av centrala Dubai.